# Коллінс Інжера
Коллінс Інжера (англ. Collins Injera; нар. 18 жовтня 1986, Кенія) — кенійський регбіст, гравець збірної Кенії з регбі-7. Чинний рекордсмен Світової Серії з регбі-7 за кількістю занесених спроб. Учасник турніру з Регбі-7 на літніх Олімпійських іграх 2016 року.